# IC 5156
IC 5156 est une galaxie spirale barrée située dans la constellation du Poisson austral. Sa vitesse par rapport au fond diffus cosmologique est de 2 488 ± 21 km/s, ce qui correspond à une distance de Hubble de 36,7 ± 2,6 Mpc (∼120 millions d'al). Cette galaxie a été découverte par l'astronome américain Lewis Swift en 1897.
La classe de luminosité d'IC 5156 est I-II et elle présente une large raie HI. Elle renferme également des régions d'hydrogène ionisé. 
À ce jour, 15 mesures non basées sur le décalage vers le rouge (redshift) donnent une distance de 36,713 ± 2,989 Mpc (∼120 millions d'al), ce qui est à l'intérieur des valeurs de la distance de Hubble.

## Groupe d'IC 5156
Selon A. M. Garcia IC 5156 est la principale galaxie d'un groupe de galaxies qui porte son nom. Le groupe d'IC 5156 renferme au moins 14 membres. Les autres galaxie sont NGC 7154, NGC 7172, NGC 7173, NGC 7174, NGC 7176, NGC 7187 et six autre galaxies du catalogue ESO.